# Карьера Фиалкина
"Карьера" Фиалкина — советский рисованный мультипликационный фильм снятый режиссёром Николаем Ходатаевым в 1935 году (в некоторых источниках в 1934 году).

## Сюжет
Мультфильм, повествует о тапёре Фиалкине, который решает устроиться аккомпаниатором в районный клуб. Но он путает чужой чемодан со своим. Хозяином чужого чемодана был специалист по удою, который ехал в колхоз. На место специалиста встает Фиалкин. Последний проводит "лекцию" о вреде комаров для коров и удоя. Но его осмеивают и Фиалкин начинает работать в колхозе.